# 회퀴메 구르바노바
회퀴메 아바스 그즈 구르바노바(아제르바이잔어: Hökümə Abbasəli qızı Qurbanova, 1913년 3월 29일 바쿠 ~ 1988년 11월 2일 바쿠)는 아제르바이잔의 배우이다.
1931년 바쿠 교육대학을 졸업했으며 1933년부터 배우로 활동했다. 1938년부터는 아제르바이잔 국립 연극 아카데미 소속 극단에서 활동했다. 1959년에는 레닌 훈장, 1965년에는 소련 인민예술가 칭호, 1973년에는 노동적기훈장을 받았다.

## 연극
- "Vagif" by Samad Vurgun (first performance) – Tamara
- "Farhad and Shirin" by Samad Vurgun – Shirin
- "Javanshir" by Mehdi Huseyn – Reyhan
- "The bride of fire" by Jafar Jabbarly – Solmaz
- "Bumpkin" by Mirza Ibrahimov – Banovsha
- "Antony and Cleopatra" by Shakespeare – Cleopatra

## 영화
- 1972 – "Habib – sovereign of snakes"
- 1967 – "Man drops anchor” – Shamana
- 1965 – "Woolen scarf”
- 1962 – "I will dance" – Bikatu
- 1961 – "The life teaches"
- 1959 – "Can he be forgiven?"
- 1943 – "One family"
- 1936 – "Almas" – Yakshi